# بويز ليديز تور 2019
بويز ليديز تور 2019 (بالهولندية: Boels Ladies Tour 2019)‏ هو سباق دراجات هوائية، وهو الموسم رقم 22 من السباق، وأقيم خلال الفترة 3 سبتمبر 2019، وحتى 8 سبتمبر 2019، وهو أحد سباقات طواف العالم للدراجات للسيدات 2019، وقد شارك في السباق 101 متسابقاً ووصل إلى نهايته 63 متسابقاً.
فاز فيه بالمركز الأول كريستين ماجروس، وبالمركز الثاني لورينا ويبيس، وبالمركز الثالث ليزا كلاين، والفائز حسب ترتيب السرعة كيرستن وايلد، والفائز في ترتيب النقاط لورينا ويبيس، والفائز حسب ترتيب النقاط للشباب لورينا ويبيس، والفائز حسب ترتيب التسلق لوسيندا براند، والفريق الفائز في ترتيب الفرق Boels Dolmans 2019.

## الفرق
| فرق سيدات محترفة (16)- GT Krush Rebellease Pro Cycling ‏ - Équipe Paule Ka ‏ - إس دي وركس ‏ - كانيون إس آر إيه إم راسينغ 2019 ‏ - ليف ريسينغ ‏ - FDJ–Suez ‏ - هايتك بوردكتس-بيرك سبورت 2019 ‏ - Liv AlUla Jayco ‏ - موفيستار للسيدات ‏ - فريق سنويب للسيدات 2019 ‏ - EF Education–Tibco–SVB ‏ - Lidl–Trek (women's team) ‏ - فالكار سيلانس 2019 ‏ - Team Virtu Cycling Women ‏ - Ceratizit Pro Cycling ‏ - باركهوتل فالكنبورغ 2019 ‏ فريق وطني- فريق هولندا لركوب الدراجات للسيدات 2019 ‏ |  |
| |  |

## المراحل
| قائمة المراحل | قائمة المراحل | قائمة المراحل           | قائمة المراحل | قائمة المراحل | قائمة المراحل     | قائمة المراحل     |
| المرحلة       | التاريخ       | الدورة                  |               | المسافة (كم)  | الفائز بالمرحلة   | القائد العام      |
| ------------- | ------------- | ----------------------- | ------------- | ------------- | ----------------- | ----------------- |
| المقدمة       | 3 سبتمبر      | سيتارد – Geleen ‏        | ضد الساعة     | 3٫8           | أنيميك فان فليوتن | أنيميك فان فليوتن |
| مرحلة 1       | 4 سبتمبر      | Stramproy ‏ – فيرت       | مرحلة مستوية  | 123           | لورينا ويبيس      | أنيميك فان فليوتن |
| مرحلة 2       | 5 سبتمبر      | خنيب – خنيب             | مرحلة مستوية  | 113٫7         | لورينا ويبيس      | لورينا ويبيس      |
| مرحلة 3       | 6 سبتمبر      | Nijverdal ‏ – Nijverdal ‏ | مرحلة جبلية   | 156٫8         | ليزا كلاين        | ليزا كلاين        |
| مرحلة 4       | 7 سبتمبر      | آرنم – نايميخن          | مرحلة مستوية  | 135٫6         | فرانشيسكا كوش ‏    | كريستين ماجروس    |
| مرحلة 5       | 8 سبتمبر      | نايميخن – آرنم          | مرحلة مستوية  | 154٫8         | كيارا كونسوني     | كريستين ماجروس    |

## النتيجة
=== مرحلة 0 === أجريت في 3 سبتمبر 2019، وامتدّت لمسافة 3.8 كيلومتر فاز بالمرحلة أنيميك فان فليوتن، ومتصدر الترتيب العام في نهاية المرحلة أنيميك فان فليوتن، والمتصدر حسب ترتيب النقاط أنيميك فان فليوتن، ومتصدر ترتيب النقاط للشباب ليتيزيا باتيرنوستر، ومتصدر ترتيب الفرق فريق سنويب للسيدات 2019 ‏.
| التصنيف العام | التصنيف العام      | التصنيف العام    | التصنيف العام        | التصنيف العام |  |
| العداء        | العداء             | البلد            | الفريق               | الوقت         |  |
| ------------- | ------------------ | ---------------- | -------------------- | ------------- |  |
| 1             | أنيميك فان فليوتن  | هولندا           | Mitchelton-Scott     | 5 دقيقة 04 ث  |  |
| 2             | ليزا كلاين         | ألمانيا          | Canyon-SRAM Racing   | + 6 ث         |  |
| 3             | لوسيندا براند      | هولندا           | Sunweb               | + 7 ث         |  |
| 4             | ليتيزيا باتيرنوستر | إيطاليا          | Trek-Segafredo Women | + 9 ث         |  |
| 5             | ليزا برينور        | ألمانيا          | WNT-Rotor            | + 9 ث         |  |
| 6             | أنا فان دير بريغين | هولندا           | Boels Dolmans        | + 9 ث         |  |
| 7             | ليا كيرشمان        | كندا             | Sunweb               | + 10 ث        |  |
| 8             | كريستين ماجروس     | لوكسمبورغ        | Boels Dolmans        | + 11 ث        |  |
| 9             | ايمي بيترز         | هولندا           | Boels Dolmans        | + 11 ث        |  |
| 10            | ليا توماس          | الولايات المتحدة | Bigla                | + 11 ث        |  |

### مرحلة 1
هي مرحلة مسطحة، أجريت في 4 سبتمبر 2019، وامتدّت لمسافة 123 كيلومتر فاز بالمرحلة لورينا ويبيس، ومتصدر الترتيب العام في نهاية المرحلة أنيميك فان فليوتن، والمتصدر حسب ترتيب النقاط ليتيزيا باتيرنوستر، ومتصدر ترتيب التسلق آشلي مولمان، ومتصدر ترتيب السرعة آشلي مولمان، ومتصدر ترتيب النقاط للشباب لورينا ويبيس، ومتصدر ترتيب الفرق فريق سنويب للسيدات 2019 ‏.
| التصنيف العام | التصنيف العام      | التصنيف العام | التصنيف العام        | التصنيف العام     |  |
| العداء        | العداء             | البلد         | الفريق               | الوقت             |  |
| ------------- | ------------------ | ------------- | -------------------- | ----------------- |  |
| 1             | أنيميك فان فليوتن  | هولندا        | Mitchelton-Scott     | 3 س 04 دقيقة 06 ث |  |
| 2             | لورينا ويبيس       | هولندا        | Parkhotel Valkenburg | + 3 ث             |  |
| 3             | ليتيزيا باتيرنوستر | إيطاليا       | Trek-Segafredo Women | + 4 ث             |  |
| 4             | ليزا كلاين         | ألمانيا       | Canyon-SRAM Racing   | + 6 ث             |  |
| 5             | لوسيندا براند      | هولندا        | Sunweb               | + 7 ث             |  |
| 6             | ليزا برينور        | ألمانيا       | WNT-Rotor            | + 9 ث             |  |
| 7             | أنا فان دير بريغين | هولندا        | Boels Dolmans        | + 9 ث             |  |
| 8             | ليا كيرشمان        | كندا          | Sunweb               | + 10 ث            |  |
| 9             | كريستين ماجروس     | لوكسمبورغ     | Boels Dolmans        | + 11 ث            |  |
| 10            | ايمي بيترز         | هولندا        | Boels Dolmans        | + 11 ث            |  |

### مرحلة 2
هي مرحلة مسطحة، أجريت في 5 سبتمبر 2019، وامتدّت لمسافة 113.7 كيلومتر فاز بالمرحلة لورينا ويبيس، ومتصدر الترتيب العام في نهاية المرحلة لورينا ويبيس، والمتصدر حسب ترتيب النقاط لورينا ويبيس، ومتصدر ترتيب التسلق كيرستن وايلد، ومتصدر ترتيب السرعة كيرستن وايلد، ومتصدر ترتيب النقاط للشباب لورينا ويبيس، ومتصدر ترتيب الفرق فريق سنويب للسيدات 2019 ‏.
| التصنيف العام | التصنيف العام      | التصنيف العام | التصنيف العام        | التصنيف العام     |  |
| العداء        | العداء             | البلد         | الفريق               | الوقت             |  |
| ------------- | ------------------ | ------------- | -------------------- | ----------------- |  |
| 1             | لورينا ويبيس       | هولندا        | Parkhotel Valkenburg | 5 س 49 دقيقة 08 ث |  |
| 2             | أنيميك فان فليوتن  | هولندا        | Mitchelton-Scott     | + 7 ث             |  |
| 3             | لوسيندا براند      | هولندا        | Sunweb               | + 8 ث             |  |
| 4             | ليتيزيا باتيرنوستر | إيطاليا       | Trek-Segafredo Women | + 11 ث            |  |
| 5             | ليزا كلاين         | ألمانيا       | Canyon-SRAM Racing   | + 13 ث            |  |
| 6             | ليزا برينور        | ألمانيا       | WNT-Rotor            | + 13 ث            |  |
| 7             | كيرستن وايلد       | هولندا        | WNT-Rotor            | + 14 ث            |  |
| 8             | أنا فان دير بريغين | هولندا        | Boels Dolmans        | + 16 ث            |  |
| 9             | كريستين ماجروس     | لوكسمبورغ     | Boels Dolmans        | + 17 ث            |  |
| 10            | ايمي بيترز         | هولندا        | Boels Dolmans        | + 18 ث            |  |

### مرحلة 3
هي مرحلة جبلية، أجريت في 6 سبتمبر 2019، وامتدّت لمسافة 156.8 كيلومتر فاز بالمرحلة ليزا كلاين، ومتصدر الترتيب العام في نهاية المرحلة ليزا كلاين، والمتصدر حسب ترتيب النقاط لورينا ويبيس، ومتصدر ترتيب التسلق ألينا أمياليوسيك، ومتصدر ترتيب السرعة كيرستن وايلد، ومتصدر ترتيب النقاط للشباب لورينا ويبيس، ومتصدر ترتيب الفرق Boels Dolmans 2019 ‏.
| التصنيف العام | التصنيف العام      | التصنيف العام   | التصنيف العام        | التصنيف العام     |  |
| العداء        | العداء             | البلد           | الفريق               | الوقت             |  |
| ------------- | ------------------ | --------------- | -------------------- | ----------------- |  |
| 1             | ليزا كلاين         | ألمانيا         | Canyon-SRAM Racing   | 9 س 50 دقيقة 04 ث |  |
| 2             | لورينا ويبيس       | هولندا          | Parkhotel Valkenburg | + 2 ث             |  |
| 3             | ايمي بيترز         | هولندا          | Boels Dolmans        | + 6 ث             |  |
| 4             | لوسيندا براند      | هولندا          | Sunweb               | + 10 ث            |  |
| 5             | أنيميك فان فليوتن  | هولندا          | Mitchelton-Scott     | + 12 ث            |  |
| 6             | Lizzie Deignan     | المملكة المتحدة | Trek-Segafredo Women | + 17 ث            |  |
| 7             | ليزا برينور        | ألمانيا         | WNT-Rotor            | + 19 ث            |  |
| 8             | أماندا سبرات       | أستراليا        | Mitchelton-Scott     | + 21 ث            |  |
| 9             | أنا فان دير بريغين | هولندا          | Boels Dolmans        | + 22 ث            |  |
| 10            | كريستين ماجروس     | لوكسمبورغ       | Boels Dolmans        | + 23 ث            |  |

### مرحلة 4
هي مرحلة مسطحة، أجريت في 7 سبتمبر 2019، وامتدّت لمسافة 135.6 كيلومتر فاز بالمرحلة فرانشيسكا كوش ‏، ومتصدر الترتيب العام في نهاية المرحلة كريستين ماجروس، والمتصدر حسب ترتيب النقاط لورينا ويبيس، ومتصدر ترتيب التسلق كريستين ماجروس، ومتصدر ترتيب السرعة كيرستن وايلد، ومتصدر ترتيب النقاط للشباب لورينا ويبيس، ومتصدر ترتيب الفرق Boels Dolmans 2019 ‏.
| التصنيف العام | التصنيف العام      | التصنيف العام   | التصنيف العام        | التصنيف العام      |  |
| العداء        | العداء             | البلد           | الفريق               | الوقت              |  |
| ------------- | ------------------ | --------------- | -------------------- | ------------------ |  |
| 1             | كريستين ماجروس     | لوكسمبورغ       | Boels Dolmans        | 13 س 04 دقيقة 51 ث |  |
| 2             | ليزا كلاين         | ألمانيا         | Canyon-SRAM Racing   | + 30 ث             |  |
| 3             | لورينا ويبيس       | هولندا          | Parkhotel Valkenburg | + 32 ث             |  |
| 4             | ايمي بيترز         | هولندا          | Boels Dolmans        | + 36 ث             |  |
| 5             | لوسيندا براند      | هولندا          | Sunweb               | + 40 ث             |  |
| 6             | أنيميك فان فليوتن  | هولندا          | Mitchelton-Scott     | + 42 ث             |  |
| 7             | Lizzie Deignan     | المملكة المتحدة | Trek-Segafredo Women | + 47 ث             |  |
| 8             | ليزا برينور        | ألمانيا         | WNT-Rotor            | + 49 ث             |  |
| 9             | أماندا سبرات       | أستراليا        | Mitchelton-Scott     | + 51 ث             |  |
| 10            | أنا فان دير بريغين | هولندا          | Boels Dolmans        | + 52 ث             |  |

### مرحلة 5
هي مرحلة مسطحة، أجريت في 8 سبتمبر 2019، وامتدّت لمسافة 154.8 كيلومتر فاز بالمرحلة كيارا كونسوني، ومتصدر الترتيب العام في نهاية المرحلة كريستين ماجروس.
| التصنيف العام | التصنيف العام | التصنيف العام | التصنيف العام | التصنيف العام |  |
| ------------- | ------------- | ------------- | ------------- | ------------- |  |
| العداء        | العداء        | البلد         | الفريق        | الوقت         |  |

## المشاركون
| Liv AlUla Jayco ‏ MTS | Liv AlUla Jayco ‏ MTS          | Liv AlUla Jayco ‏ MTS |
| -------------------- | ----------------------------- | -------------------- |
| م                    | عداء                          | مرتبة                |
| 1                    | أنيميك فان فليوتن (زمني فردي) | 6                    |
| 2                    | أماندا سبرات                  | لم يكمل السباق-5     |
| 3                    | سارة روي                      | لم يكمل السباق-1     |
| 4                    | غراسي إلفن                    | لم يكمل السباق-3     |
| 5                    | جورجيا وليامز (زمني فردي)     | 32                   |
| 6                    | Moniek Tenniglo ‏              | لم يكمل السباق-5     |

| إس دي وركس ‏ DLT | إس دي وركس ‏ DLT                   | إس دي وركس ‏ DLT  |
| --------------- | --------------------------------- | ---------------- |
| م               | عداء                              | مرتبة            |
| 11              | Chantal Blaak                     | لم يكمل السباق-5 |
| 12              | أنا فان دير بريغين (طريق)         | 9                |
| 13              | ايمي بيترز (طريق)                 | 5                |
| 14              | أمالي ديديريكسن (طريق)            | 26               |
| 15              | كريستين ماجروس (طريق و زمني فردي) | 1                |
| 16              | Jip van den Bos ‏                  | لم يبدأ-5        |

| Lidl–Trek (women's team) ‏ TFS | Lidl–Trek (women's team) ‏ TFS | Lidl–Trek (women's team) ‏ TFS |
| ----------------------------- | ----------------------------- | ----------------------------- |
| م                             | عداء                          | مرتبة                         |
| 21                            | Lizzie Deignan                | 7                             |
| 22                            | Abi Van Twisk ‏                | لم يكمل السباق-3              |
| 23                            | إليسا ونغو بورغيني            | 11                            |
| 24                            | ليتيزيا باتيرنوستر            | لم يكمل السباق-4              |
| 25                            | Ellen van Dijk (زمني فردي)    | لم يكمل السباق-4              |
| 26                            | تريكسي ووراك                  | 61                            |

| ليف ريسينغ ‏ CCC | ليف ريسينغ ‏ CCC           | ليف ريسينغ ‏ CCC |
| --------------- | ------------------------- | --------------- |
| م               | عداء                      | مرتبة           |
| 31              | Valerie Demey ‏            | 37              |
| 32              | Agnieszka Skalniak-Sójka ‏ | 36              |
| 33              | آشلي مولمان (طريق)        | 17              |
| 34              | Jeanne Korevaar ‏          | 14              |
| 35              | Marta Lach ‏               | 20              |
| 36              | ريجان ماركوس              | 30              |

| فريق سنويب للسيدات ‏ SUN | فريق سنويب للسيدات ‏ SUN | فريق سنويب للسيدات ‏ SUN |
| ----------------------- | ----------------------- | ----------------------- |
| م                       | عداء                    | مرتبة                   |
| 41                      | لوسيندا براند           | 4                       |
| 42                      | فرانشيسكا كوش ‏          | 19                      |
| 43                      | ليا كيرشمان (زمني فردي) | لم يبدأ-2               |
| 44                      | فلورتجي ماكايج          | 12                      |
| 45                      | بيرنيل ماثيسين          | لم يكمل السباق-5        |
| 46                      | Julia Soek ‏             | 27                      |

| كانيون–إس آر إيه إم ‏ CSR | كانيون–إس آر إيه إم ‏ CSR        | كانيون–إس آر إيه إم ‏ CSR |
| ------------------------ | ------------------------------- | ------------------------ |
| م                        | عداء                            | مرتبة                    |
| 51                       | Alice Barnes (طريق و زمني فردي) | 45                       |
| 52                       | هانا بارنز                      | 25                       |
| 53                       | ألينا أمياليوسيك                | 29                       |
| 54                       | ليزا كلاين (زمني فردي)          | 3                        |
| 55                       | كاتارزينا نيفيادوما             | 13                       |
| 56                       | Rotem Gafinovitz ‏ (زمني فردي)   | 58                       |

| Ceratizit Pro Cycling ‏ WNT | Ceratizit Pro Cycling ‏ WNT | Ceratizit Pro Cycling ‏ WNT |
| -------------------------- | -------------------------- | -------------------------- |
| م                          | عداء                       | مرتبة                      |
| 61                         | كيرستن وايلد               | 39                         |
| 62                         | يانيكي إنسينغ              | لم يكمل السباق-4           |
| 63                         | كلوديا كوستر               | لم يكمل السباق-1           |
| 64                         | فرانزيسكا بروس             | لم يكمل السباق-3           |
| 65                         | Lea Lin Teutenberg ‏        | 53                         |
| 66                         | ليزا برينور (طريق)         | 8                          |

| Team Virtu Cycling Women ‏ TVC | Team Virtu Cycling Women ‏ TVC | Team Virtu Cycling Women ‏ TVC |
| ----------------------------- | ----------------------------- | ----------------------------- |
| م                             | عداء                          | مرتبة                         |
| 71                            | مارتا باستيانيلي              | 15                            |
| 72                            | باربرا جوارشي                 | 46                            |
| 73                            | صوفيا بيرتيزولو               | 34                            |
| 74                            | أنوسكا كوستر                  | 49                            |
| 75                            | لويز هانسن (زمني فردي)        | 59                            |
| 76                            | Sara Penton ‏                  | 51                            |

| فالكار سيلانس ‏ VAL | فالكار سيلانس ‏ VAL      | فالكار سيلانس ‏ VAL |
| ------------------ | ----------------------- | ------------------ |
| م                  | عداء                    | مرتبة              |
| 81                 | إليسا بالسامو           | 18                 |
| 82                 | مارتا كافالي            | 38                 |
| 83                 | Vittoria Guazzini ‏      | 31                 |
| 84                 | ماريا جوليا كونفالونيري | 48                 |
| 85                 | Silvia Persico ‏         | 52                 |
| 86                 | كيارا كونسوني           | 35                 |

| موفيستار للسيدات ‏ MOV | موفيستار للسيدات ‏ MOV    | موفيستار للسيدات ‏ MOV |
| --------------------- | ------------------------ | --------------------- |
| م                     | عداء                     | مرتبة                 |
| 91                    | أود بيانيك               | لم يكمل السباق-1      |
| 92                    | روكسان فورنييه           | 50                    |
| 93                    | أليسيا غونزاليس بلانكو   | 54                    |
| 94                    | شيلا جوتيريز (زمني فردي) | لم يكمل السباق-4      |
| 95                    | ماغورزاتا جاسيسكا        | 43                    |
| 96                    | غلوريا رودريغيز          | 63                    |

| EF Education–Tibco–SVB ‏ TIB | EF Education–Tibco–SVB ‏ TIB | EF Education–Tibco–SVB ‏ TIB |
| --------------------------- | --------------------------- | --------------------------- |
| م                           | عداء                        | مرتبة                       |
| 101                         | لورين ستيفنز                | لم يكمل السباق-4            |
| 102                         | أليسون جاكسون               | 16                          |
| 103                         | Emily Newsom ‏               | لم يكمل السباق-4            |
| 104                         | ريبيكا داريل ‏               | لم يكمل السباق-3            |
| 105                         | آنا هندرسون                 | لم يكمل السباق-3            |

| باركهوتل فالكنبورغ ‏ PHV | باركهوتل فالكنبورغ ‏ PHV | باركهوتل فالكنبورغ ‏ PHV |
| ----------------------- | ----------------------- | ----------------------- |
| م                       | عداء                    | مرتبة                   |
| 111                     | لورينا ويبيس (طريق)     | 2                       |
| 112                     | فيمكا ماركوس            | 56                      |
| 113                     | إستر فان فيين           | لم يكمل السباق-3        |
| 114                     | جنين فان دير مير ‏       | لم يكمل السباق-3        |
| 115                     | روكسان كنيتيمان         | 42                      |
| 116                     | Belle de Gast ‏          | 57                      |

| FDJ–Suez ‏ FDJ | FDJ–Suez ‏ FDJ      | FDJ–Suez ‏ FDJ    |
| ------------- | ------------------ | ---------------- |
| م             | عداء               | مرتبة            |
| 121           | Shara Marche       | لم يكمل السباق-5 |
| 122           | شارلوت بيكر        | لم يبدأ-5        |
| 123           | Coralie Demay ‏     | لم يكمل السباق-3 |
| 124           | أوجيني دوفال       | لم يكمل السباق   |
| 125           | Maëlle Grossetête ‏ | لم يكمل السباق   |
| 126           | لورين كيتشن        | 55               |

| Équipe Paule Ka ‏ BIG | Équipe Paule Ka ‏ BIG  | Équipe Paule Ka ‏ BIG |
| -------------------- | --------------------- | -------------------- |
| م                    | عداء                  | مرتبة                |
| 131                  | ليا توماس (زمني فردي) | 10                   |
| 132                  | Elizabeth Banks       | 24                   |
| 133                  | Emma Norsgaard        | لم يكمل السباق       |
| 134                  | Mikayla Harvey ‏       | لم يكمل السباق-1     |
| 135                  | Martina Alzini ‏       | لم يكمل السباق-4     |
| 136                  | Julie Norman Leth ‏    | 40                   |

| تيم كوب هايتك بوردكتس ‏ HPU | تيم كوب هايتك بوردكتس ‏ HPU | تيم كوب هايتك بوردكتس ‏ HPU |
| -------------------------- | -------------------------- | -------------------------- |
| م                          | عداء                       | مرتبة                      |
| 141                        | Lonneke Uneken ‏            | 21                         |
| 142                        | Chanella Stougje ‏          | لم يبدأ-1                  |
| 143                        | لوسي جارنر                 | لم يكمل السباق             |
| 144                        | Marta Tagliaferro ‏         | 60                         |
| 145                        | Julie Meyer Solvang ‏       | لم يكمل السباق-3           |
| 146                        | غريس جارنر                 | لم يكمل السباق-1           |

| GT Krush Rebellease Pro Cycling ‏ BPC | GT Krush Rebellease Pro Cycling ‏ BPC | GT Krush Rebellease Pro Cycling ‏ BPC |
| ------------------------------------ | ------------------------------------ | ------------------------------------ |
| م                                    | عداء                                 | مرتبة                                |
| 151                                  | ناتالي فان غوخ                       | 47                                   |
| 152                                  | Merel Hofman ‏                        | لم يكمل السباق-3                     |
| 153                                  | Melanie Klement ‏                     | لم يكمل السباق-2                     |
| 154                                  | Quinty Ton ‏                          | لم يكمل السباق-3                     |
| 155                                  | Roos Hoogeboom ‏                      | لم يكمل السباق-1                     |
| 156                                  | Teuntje Beekhuis ‏                    | 44                                   |

| فريق هولندا لركوب الدراجات للسيدات 2019 ‏ NED | فريق هولندا لركوب الدراجات للسيدات 2019 ‏ NED | فريق هولندا لركوب الدراجات للسيدات 2019 ‏ NED |
| -------------------------------------------- | -------------------------------------------- | -------------------------------------------- |
| م                                            | عداء                                         | مرتبة                                        |
| 161                                          | Kylie Waterreus ‏                             | 41                                           |
| 162                                          | Kirsten Peetoom ‏                             | لم يبدأ-2                                    |
| 163                                          | Senna Feron ‏                                 | لم يكمل السباق-3                             |
| 164                                          | Mareille Meijering ‏                          | 28                                           |
| 165                                          | Floor Weerink‏                                | لم يكمل السباق-3                             |
| 166                                          | Arianna Pruisscher ‏                          | 62                                           |

| Liv AlUla Jayco ‏ MTS | Liv AlUla Jayco ‏ MTS          | Liv AlUla Jayco ‏ MTS |
| -------------------- | ----------------------------- | -------------------- |
| م                    | عداء                          | مرتبة                |
| 1                    | أنيميك فان فليوتن (زمني فردي) | 6                    |
| 2                    | أماندا سبرات                  | لم يكمل السباق-5     |
| 3                    | سارة روي                      | لم يكمل السباق-1     |
| 4                    | غراسي إلفن                    | لم يكمل السباق-3     |
| 5                    | جورجيا وليامز (زمني فردي)     | 32                   |
| 6                    | Moniek Tenniglo ‏              | لم يكمل السباق-5     |

| إس دي وركس ‏ DLT | إس دي وركس ‏ DLT                   | إس دي وركس ‏ DLT  |
| --------------- | --------------------------------- | ---------------- |
| م               | عداء                              | مرتبة            |
| 11              | Chantal Blaak                     | لم يكمل السباق-5 |
| 12              | أنا فان دير بريغين (طريق)         | 9                |
| 13              | ايمي بيترز (طريق)                 | 5                |
| 14              | أمالي ديديريكسن (طريق)            | 26               |
| 15              | كريستين ماجروس (طريق و زمني فردي) | 1                |
| 16              | Jip van den Bos ‏                  | لم يبدأ-5        |

| Lidl–Trek (women's team) ‏ TFS | Lidl–Trek (women's team) ‏ TFS | Lidl–Trek (women's team) ‏ TFS |
| ----------------------------- | ----------------------------- | ----------------------------- |
| م                             | عداء                          | مرتبة                         |
| 21                            | Lizzie Deignan                | 7                             |
| 22                            | Abi Van Twisk ‏                | لم يكمل السباق-3              |
| 23                            | إليسا ونغو بورغيني            | 11                            |
| 24                            | ليتيزيا باتيرنوستر            | لم يكمل السباق-4              |
| 25                            | Ellen van Dijk (زمني فردي)    | لم يكمل السباق-4              |
| 26                            | تريكسي ووراك                  | 61                            |

| ليف ريسينغ ‏ CCC | ليف ريسينغ ‏ CCC           | ليف ريسينغ ‏ CCC |
| --------------- | ------------------------- | --------------- |
| م               | عداء                      | مرتبة           |
| 31              | Valerie Demey ‏            | 37              |
| 32              | Agnieszka Skalniak-Sójka ‏ | 36              |
| 33              | آشلي مولمان (طريق)        | 17              |
| 34              | Jeanne Korevaar ‏          | 14              |
| 35              | Marta Lach ‏               | 20              |
| 36              | ريجان ماركوس              | 30              |

| فريق سنويب للسيدات ‏ SUN | فريق سنويب للسيدات ‏ SUN | فريق سنويب للسيدات ‏ SUN |
| ----------------------- | ----------------------- | ----------------------- |
| م                       | عداء                    | مرتبة                   |
| 41                      | لوسيندا براند           | 4                       |
| 42                      | فرانشيسكا كوش ‏          | 19                      |
| 43                      | ليا كيرشمان (زمني فردي) | لم يبدأ-2               |
| 44                      | فلورتجي ماكايج          | 12                      |
| 45                      | بيرنيل ماثيسين          | لم يكمل السباق-5        |
| 46                      | Julia Soek ‏             | 27                      |

| كانيون–إس آر إيه إم ‏ CSR | كانيون–إس آر إيه إم ‏ CSR        | كانيون–إس آر إيه إم ‏ CSR |
| ------------------------ | ------------------------------- | ------------------------ |
| م                        | عداء                            | مرتبة                    |
| 51                       | Alice Barnes (طريق و زمني فردي) | 45                       |
| 52                       | هانا بارنز                      | 25                       |
| 53                       | ألينا أمياليوسيك                | 29                       |
| 54                       | ليزا كلاين (زمني فردي)          | 3                        |
| 55                       | كاتارزينا نيفيادوما             | 13                       |
| 56                       | Rotem Gafinovitz ‏ (زمني فردي)   | 58                       |

| Ceratizit Pro Cycling ‏ WNT | Ceratizit Pro Cycling ‏ WNT | Ceratizit Pro Cycling ‏ WNT |
| -------------------------- | -------------------------- | -------------------------- |
| م                          | عداء                       | مرتبة                      |
| 61                         | كيرستن وايلد               | 39                         |
| 62                         | يانيكي إنسينغ              | لم يكمل السباق-4           |
| 63                         | كلوديا كوستر               | لم يكمل السباق-1           |
| 64                         | فرانزيسكا بروس             | لم يكمل السباق-3           |
| 65                         | Lea Lin Teutenberg ‏        | 53                         |
| 66                         | ليزا برينور (طريق)         | 8                          |

| Team Virtu Cycling Women ‏ TVC | Team Virtu Cycling Women ‏ TVC | Team Virtu Cycling Women ‏ TVC |
| ----------------------------- | ----------------------------- | ----------------------------- |
| م                             | عداء                          | مرتبة                         |
| 71                            | مارتا باستيانيلي              | 15                            |
| 72                            | باربرا جوارشي                 | 46                            |
| 73                            | صوفيا بيرتيزولو               | 34                            |
| 74                            | أنوسكا كوستر                  | 49                            |
| 75                            | لويز هانسن (زمني فردي)        | 59                            |
| 76                            | Sara Penton ‏                  | 51                            |

| فالكار سيلانس ‏ VAL | فالكار سيلانس ‏ VAL      | فالكار سيلانس ‏ VAL |
| ------------------ | ----------------------- | ------------------ |
| م                  | عداء                    | مرتبة              |
| 81                 | إليسا بالسامو           | 18                 |
| 82                 | مارتا كافالي            | 38                 |
| 83                 | Vittoria Guazzini ‏      | 31                 |
| 84                 | ماريا جوليا كونفالونيري | 48                 |
| 85                 | Silvia Persico ‏         | 52                 |
| 86                 | كيارا كونسوني           | 35                 |

| موفيستار للسيدات ‏ MOV | موفيستار للسيدات ‏ MOV    | موفيستار للسيدات ‏ MOV |
| --------------------- | ------------------------ | --------------------- |
| م                     | عداء                     | مرتبة                 |
| 91                    | أود بيانيك               | لم يكمل السباق-1      |
| 92                    | روكسان فورنييه           | 50                    |
| 93                    | أليسيا غونزاليس بلانكو   | 54                    |
| 94                    | شيلا جوتيريز (زمني فردي) | لم يكمل السباق-4      |
| 95                    | ماغورزاتا جاسيسكا        | 43                    |
| 96                    | غلوريا رودريغيز          | 63                    |

| EF Education–Tibco–SVB ‏ TIB | EF Education–Tibco–SVB ‏ TIB | EF Education–Tibco–SVB ‏ TIB |
| --------------------------- | --------------------------- | --------------------------- |
| م                           | عداء                        | مرتبة                       |
| 101                         | لورين ستيفنز                | لم يكمل السباق-4            |
| 102                         | أليسون جاكسون               | 16                          |
| 103                         | Emily Newsom ‏               | لم يكمل السباق-4            |
| 104                         | ريبيكا داريل ‏               | لم يكمل السباق-3            |
| 105                         | آنا هندرسون                 | لم يكمل السباق-3            |

| باركهوتل فالكنبورغ ‏ PHV | باركهوتل فالكنبورغ ‏ PHV | باركهوتل فالكنبورغ ‏ PHV |
| ----------------------- | ----------------------- | ----------------------- |
| م                       | عداء                    | مرتبة                   |
| 111                     | لورينا ويبيس (طريق)     | 2                       |
| 112                     | فيمكا ماركوس            | 56                      |
| 113                     | إستر فان فيين           | لم يكمل السباق-3        |
| 114                     | جنين فان دير مير ‏       | لم يكمل السباق-3        |
| 115                     | روكسان كنيتيمان         | 42                      |
| 116                     | Belle de Gast ‏          | 57                      |

| FDJ–Suez ‏ FDJ | FDJ–Suez ‏ FDJ      | FDJ–Suez ‏ FDJ    |
| ------------- | ------------------ | ---------------- |
| م             | عداء               | مرتبة            |
| 121           | Shara Marche       | لم يكمل السباق-5 |
| 122           | شارلوت بيكر        | لم يبدأ-5        |
| 123           | Coralie Demay ‏     | لم يكمل السباق-3 |
| 124           | أوجيني دوفال       | لم يكمل السباق   |
| 125           | Maëlle Grossetête ‏ | لم يكمل السباق   |
| 126           | لورين كيتشن        | 55               |

| Équipe Paule Ka ‏ BIG | Équipe Paule Ka ‏ BIG  | Équipe Paule Ka ‏ BIG |
| -------------------- | --------------------- | -------------------- |
| م                    | عداء                  | مرتبة                |
| 131                  | ليا توماس (زمني فردي) | 10                   |
| 132                  | Elizabeth Banks       | 24                   |
| 133                  | Emma Norsgaard        | لم يكمل السباق       |
| 134                  | Mikayla Harvey ‏       | لم يكمل السباق-1     |
| 135                  | Martina Alzini ‏       | لم يكمل السباق-4     |
| 136                  | Julie Norman Leth ‏    | 40                   |

| تيم كوب هايتك بوردكتس ‏ HPU | تيم كوب هايتك بوردكتس ‏ HPU | تيم كوب هايتك بوردكتس ‏ HPU |
| -------------------------- | -------------------------- | -------------------------- |
| م                          | عداء                       | مرتبة                      |
| 141                        | Lonneke Uneken ‏            | 21                         |
| 142                        | Chanella Stougje ‏          | لم يبدأ-1                  |
| 143                        | لوسي جارنر                 | لم يكمل السباق             |
| 144                        | Marta Tagliaferro ‏         | 60                         |
| 145                        | Julie Meyer Solvang ‏       | لم يكمل السباق-3           |
| 146                        | غريس جارنر                 | لم يكمل السباق-1           |

| GT Krush Rebellease Pro Cycling ‏ BPC | GT Krush Rebellease Pro Cycling ‏ BPC | GT Krush Rebellease Pro Cycling ‏ BPC |
| ------------------------------------ | ------------------------------------ | ------------------------------------ |
| م                                    | عداء                                 | مرتبة                                |
| 151                                  | ناتالي فان غوخ                       | 47                                   |
| 152                                  | Merel Hofman ‏                        | لم يكمل السباق-3                     |
| 153                                  | Melanie Klement ‏                     | لم يكمل السباق-2                     |
| 154                                  | Quinty Ton ‏                          | لم يكمل السباق-3                     |
| 155                                  | Roos Hoogeboom ‏                      | لم يكمل السباق-1                     |
| 156                                  | Teuntje Beekhuis ‏                    | 44                                   |

| فريق هولندا لركوب الدراجات للسيدات 2019 ‏ NED | فريق هولندا لركوب الدراجات للسيدات 2019 ‏ NED | فريق هولندا لركوب الدراجات للسيدات 2019 ‏ NED |
| -------------------------------------------- | -------------------------------------------- | -------------------------------------------- |
| م                                            | عداء                                         | مرتبة                                        |
| 161                                          | Kylie Waterreus ‏                             | 41                                           |
| 162                                          | Kirsten Peetoom ‏                             | لم يبدأ-2                                    |
| 163                                          | Senna Feron ‏                                 | لم يكمل السباق-3                             |
| 164                                          | Mareille Meijering ‏                          | 28                                           |
| 165                                          | Floor Weerink‏                                | لم يكمل السباق-3                             |
| 166                                          | Arianna Pruisscher ‏                          | 62                                           |

## التصنيف العام النهائي
| التصنيف العام         | التصنيف العام      | التصنيف العام    | التصنيف العام        | التصنيف العام      |
| العداء                | العداء             | البلد            | الفريق               | الوقت              |
| --------------------- | ------------------ | ---------------- | -------------------- | ------------------ |
| 1                     | كريستين ماجروس     | لوكسمبورغ        | Boels Dolmans        | 17 س 01 دقيقة 17 ث |
| 2                     | لورينا ويبيس       | هولندا           | Parkhotel Valkenburg | + 26 ث             |
| 3                     | ليزا كلاين         | ألمانيا          | Canyon-SRAM Racing   | + 30 ث             |
| 4                     | لوسيندا براند      | هولندا           | Sunweb               | + 34 ث             |
| 5                     | ايمي بيترز         | هولندا           | Boels Dolmans        | + 35 ث             |
| 6                     | أنيميك فان فليوتن  | هولندا           | Mitchelton-Scott     | + 42 ث             |
| 7                     | Lizzie Deignan     | المملكة المتحدة  | Trek-Segafredo Women | + 47 ث             |
| 8                     | ليزا برينور        | ألمانيا          | WNT-Rotor            | + 49 ث             |
| 9                     | أنا فان دير بريغين | هولندا           | Boels Dolmans        | + 52 ث             |
| 10                    | ليا توماس          | الولايات المتحدة | Bigla                | + 54 ث             |
| مصدر: ProCyclingStats |                    |                  |                      |                    |

### تصنيف النقاط
| تصنيف النقاط          | تصنيف النقاط     | تصنيف النقاط | تصنيف النقاط              | تصنيف النقاط |
| العداء                | العداء           | البلد        | الفريق                    | النقاط       |
| --------------------- | ---------------- | ------------ | ------------------------- | ------------ |
| 1                     | لورينا ويبيس     | هولندا       | Parkhotel Valkenburg      | 98 نقطة      |
| 2                     | لوسيندا براند    | هولندا       | Sunweb                    | 67 نقطة      |
| 3                     | ليزا كلاين       | ألمانيا      | Canyon-SRAM Racing        | 65 نقطة      |
| 4                     | ايمي بيترز       | هولندا       | Boels Dolmans             | 56 نقطة      |
| 5                     | كريستين ماجروس   | لوكسمبورغ    | Boels Dolmans             | 45 نقطة      |
| 6                     | كيرستن وايلد     | هولندا       | WNT-Rotor                 | 40 نقطة      |
| 7                     | كيارا كونسوني    | إيطاليا      | Valcar Cylance            | 37 نقطة      |
| 8                     | فرانشيسكا كوش ‏   | ألمانيا      | Sunweb                    | 31 نقطة      |
| 9                     | مارتا باستيانيلي | إيطاليا      | Virtu Cycling Women       | 28 نقطة      |
| 10                    | Lonneke Uneken ‏  | هولندا       | Hitec Products-Birk Sport | 28 نقطة      |
| مصدر: ProCyclingStats |                  |              |                           |              |

### تصنيف الجبال
| تصنيف الجبال          | تصنيف الجبال      | تصنيف الجبال  | تصنيف الجبال       | تصنيف الجبال |
| العداء                | العداء            | البلد         | الفريق             | النقاط       |
| --------------------- | ----------------- | ------------- | ------------------ | ------------ |
| 1                     | لوسيندا براند     | هولندا        | Sunweb             | 8 نقطة       |
| 2                     | كريستين ماجروس    | لوكسمبورغ     | Boels Dolmans      | 6 نقطة       |
| 3                     | آشلي مولمان       | جنوب أفريقيا  | CCC-Liv            | 5 نقطة       |
| 4                     | ألينا أمياليوسيك  | روسيا البيضاء | Canyon-SRAM Racing | 5 نقطة       |
| 5                     | جورجيا وليامز     | نيوزيلندا     | Mitchelton-Scott   | 5 نقطة       |
| 6                     | كيرستن وايلد      | هولندا        | WNT-Rotor          | 5 نقطة       |
| 7                     | ماغورزاتا جاسيسكا | بولندا        | Movistar Women     | 5 نقطة       |
| 8                     | فرانشيسكا كوش ‏    | ألمانيا       | Sunweb             | 4 نقطة       |
| 9                     | أنيميك فان فليوتن | هولندا        | Mitchelton-Scott   | 3 نقطة       |
| 10                    | ليزا برينور       | ألمانيا       | WNT-Rotor          | 3 نقطة       |
| مصدر: ProCyclingStats |                   |               |                    |              |

## تصنيف الفرق

### الفرق حسب الوقت
| تصنيف الفرق حسب الوقت | تصنيف الفرق حسب الوقت | تصنيف الفرق حسب الوقت | تصنيف الفرق حسب الوقت |
| الفريق                | الفريق                | البلد                 | الوقت                 |
| --------------------- | --------------------- | --------------------- | --------------------- |
| 1                     | Boels Dolmans         | هولندا                | 51 س 05 دقيقة 38 ث    |
| 2                     | CCC-Liv               | هولندا                | + 49 ث                |
| 3                     | Sunweb                | هولندا                | + 2 دقيقة 04 ث        |
| مصدر: ProCyclingStats |                       |                       |                       |

## تصانيف فرعية

### تصنيف أفضل عداء
| تصنيف أفضل عداء       | تصنيف أفضل عداء | تصنيف أفضل عداء | تصنيف أفضل عداء           | تصنيف أفضل عداء |
| العداء                | العداء          | البلد           | الفريق                    | النقاط          |
| --------------------- | --------------- | --------------- | ------------------------- | --------------- |
| 1                     | كيرستن وايلد    | هولندا          | WNT-Rotor                 | 12 نقطة         |
| 2                     | أليسون جاكسون   | كندا            | Tibco-Silicon Valley Bank | 6 نقطة          |
| 3                     | آشلي مولمان     | جنوب أفريقيا    | CCC-Liv                   | 4 نقطة          |
| مصدر: ProCyclingStats |                 |                 |                           |                 |

### تصنيف أفضل شاب
| تصنيف أفضل شاب        | تصنيف أفضل شاب        | تصنيف أفضل شاب | تصنيف أفضل شاب                     | تصنيف أفضل شاب     |
| العداء                | العداء                | البلد          | الفريق                             | الوقت              |
| --------------------- | --------------------- | -------------- | ---------------------------------- | ------------------ |
| 1                     | لورينا ويبيس          | هولندا         | Parkhotel Valkenburg               | 17 س 01 دقيقة 43 ث |
| 2                     | إليسا بالسامو         | إيطاليا        | Valcar Cylance                     | + 1 دقيقة 22 ث     |
| 3                     | فرانشيسكا كوش ‏        | ألمانيا        | Sunweb                             | + 1 دقيقة 30 ث     |
| 4                     | Marta Lach ‏           | بولندا         | CCC-Liv                            | + 1 دقيقة 31 ث     |
| 5                     | Lonneke Uneken ‏       | هولندا         | Hitec Products-Birk Sport          | + 1 دقيقة 39 ث     |
| 6                     | إيما نورسجارد يورجنسن | الدنمارك       | Bigla                              | + 2 دقيقة 21 ث     |
| 7                     | Maëlle Grossetête ‏    | فرنسا          | FDJ-Nouvelle Aquitaine-Futuroscope | + 2 دقيقة 36 ث     |
| 8                     | Vittoria Guazzini ‏    | إيطاليا        | Valcar Cylance                     | + 9 دقيقة 20 ث     |
| 9                     | صوفيا بيرتيزولو       | إيطاليا        | Virtu Cycling Women                | + 9 دقيقة 45 ث     |
| 10                    | كيارا كونسوني         | إيطاليا        | Valcar Cylance                     | + 10 دقيقة 15 ث    |
| مصدر: ProCyclingStats |                       |                |                                    |                    |

## وصلات خارجية
- لمحة عن سباق بويز ليديز تور 2019 على موقع  ProCyclingStats   (برو  سايكلنج  ستاتس) - إحصاءات  محترفي  الدراجات.
- بويز ليديز تور 2019 على موقع إحصائيات الدراجات الإحترافية (الإنجليزية)